# Vulkan (mitologija)
Vulkan je bog ognja v rimski mitologiji. Pod vulkanom Etno je imel svojo kovačnico. Rimljani so mu na Marsovem polju postavili svetišče. Bil je bog uničujoče moči ognja, zaščitnik kovačev in rokodelcev. Njegov atribut je kladivo.